# Trans Europe Halles
Trans Europe Halles (TEH) — це загальноєвропейська мережа незалежних культурних центрів, створена 1983 року. Мережа входить до однієї з експертних груп Європейської комісії. В рамках програми Креативна Європа реалізувала проєкт "Factory of Imagination", в тому числі й в Україні.

## Історія
У 1983 році незалежний культурний центр «Les Halles de Schaerbeek» (Брюссель, Бельгія) організував у Брюсселі дискусію та обмін досвідом для незалежних культурних центрів Європи та серію заходів на тему «Пригоди віднайденого ковчега». Цей триденний форум був зосереджений на альтернативній культурі, яка з'являється у залишених промислових зонах і утверджується там, часто всупереч позиції влади. У цій першій зустрічі взяли участь сім центрів із семи європейських міст.
Зустріч у Брюсселі стала початком мережі ТЕН. У неї входять культурні центри, що створені з ініціативи громадянського суспільства і представляють різні мистецькі напрямки з акцентом на сучасне мистецтво. Станом на жовтень 2021 це 127 установ. Однією із загальних і найбільш визначальних характеристик цих центрів є те, що вони базуються в промислових або комерційних будівлях, які були адаптовані для художнього та культурного використання. Крім того, вони дуже різноманітні з точки зору географічного положення, розміру, джерела натхнення, моделей фінансування, мистецьких програм тощо.
З 2010-х років до Мережі почали входити культурні центри, що представляють Україну. На початку російсько-української війни на Донбасі, в червні 2014 року Мережа виступила на захист арт-центру Ізоляція, що був захоплений росіянами та їх колаборантами в Донецьку.

## Організація та структура

### Члени мережі
До Trans Europe Halles входить понад сотню членів і асоційованих організацій практично з усіх країн Європи. Більшість центрів Trans Europe Halles розташовані в будівлях промислового призначення: від фабрик і складів до армійських казарм і молокозаводів. Усі центри Trans Europe Halles є мультидисциплінарними, їх основні мистецькі дисципліни, а також напрямки діяльності сильно відрізняються.
Україна в цій мережі представлена чотирма культурними центрами:
- Центр сучасної культури у Дніпрі
- Ізоляція / Izone (Донецьк-Київ)
- Jam Factory Art Center (Львів)
- Арт-завод Платформа (Київ).

### Управління
Керівництво TEH є децентралізованим; центри-члени беруть участь у прийнятті рішень мережі під час мережевих зустрічей, що проходять двічі на рік. Кожен центр має один голос незалежно від його розміру чи економічного статусу. Виконавчий комітет, який обирається раз на два роки, є керівним органом мережі, в нього входять від 5 до 8 осіб.
В 2021 році до складу Виконавчого комітету ТЕН був обраний представник української Ізоляції Михайло Глубокий.
Координаційний офіс Trans Europe Halles розташований у культурному центрі Mejeriet в Лунді, Швеція. Координаційний офіс відповідає за внутрішню та зовнішню комунікацію мережі та публікує щомісячний інформаційний бюлетень TEH. Також він підтримує діяльність з планування проектів та фандрейзингу, є експертним центром мережі.

## Публікації та ресурси
- Smart and Fearless: Guidelines for Emerging Arts Centres in Eastern, Southeastern and Southern Europe [Архівовано 23 жовтня 2021 у Wayback Machine.], 2021
- Design Handbook for Cultural Centres, 2014.
- CSOS Creative Strategies of Sustainability for Cultural Operators, 2014.
- Leaders Stories, 2014.
- New Times, New Models. Investigating the internal governance models and external relations of independent cultural centres in times of change, 2010.
- Changing Room. Mobility of Non-Artistic Cultural Professionals in Europe, 2010.
- The Lift. Sharing experiences of a youth exchange network project, 2009.
- Managing Independent Cultural Centres. A Reference Manual, 2008.
- Factories of Imagination, 2001.